# ديزموند ويليامز
ديزموند ويليامز (بالإنجليزية: Desmond Williams)‏ (مواليد 11 أبريل 1967) هو ملاكم سيراليوني، مثّل بلاده في الألعاب الأولمبية الصيفية 1988.

## روابط خارجية
ديزموند ويليامز على موقع اللجنة الأولمبية الدولية (الإنجليزية)
- ديزموند ويليامز على موقع أوليمبيديا (الإنجليزية)